# جواد روحی
جواد روحی (۱۵ مهر ۱۳۷۰ – ۹ شهریور ۱۴۰۲) شهروند ایرانی و از بازداشت‌شدگان اهل آمل در جریان خیزش ۱۴۰۱ ایران بود. او در شهریور ۱۴۰۱ توسط نیروهای امنیتی نظام جمهوری اسلامی ایران بازداشت و از سوی دادگاه انقلاب ساری به سه بار اعدام محکوم شده بود. این حکم، بعدتر در دیوان عالی کشور نقض و جهت رسیدگی مجدد به شعبه هم عرض دادگاه انقلاب ساری ارسال شده بود. روحی در ۹ شهریور ۱۴۰۲، پس از انتقال از زندان در بیمارستان شهید بهشتی نوشهر درگذشت. نظریه پزشکی قانونی در مورد مرگ وی، «تداخلات دارویی با اشاره به تزریقات مکرر دارو توسط بهیار در بهداری زندان ساعاتی پیش از مرگ وی» اعلام شد.
به گفتهٔ وکیل جواد روحی، جرم او «رقصیدن در تجمع اعتراضی و به آتش افکندن روسری چند زن معترض» بوده است.
در دی ۱۴۰۱ کمیتهٔ پیگیری وضعیت بازداشت شدگان، در گزارشی به شرحِ «شکنجه‌هایِ ترسناک» جواد روحی پرداخته و نوشته بود او در زندانِ سپاه پاسداران برای گرفتنِ اعترافِ اجباری تحتِ فشار قرار گرفته و قدرتِ تکلم را بر اثرِ شکنجه از دست داده است.

## شکنجه
در دی ۱۴۰۱ کمیتهٔ پیگیری وضعیت بازداشت شدگان، در گزارشی به شرحِ «شکنجه‌هایِ ترسناک» جواد روحی پرداخته و نوشته بود او در زندانِ سپاه پاسداران برای گرفتنِ اعترافِ اجباری تحتِ فشار قرار گرفته و قدرتِ تکلم را بر اثرِ شکنجه از دست داده است.
در بهمن ۱۴۰۱ انریکه سانتیاگو —نمایندهٔ پارلمان و دبیرکل حزب کمونیست اسپانیا— در توییتی خواستار آزادی جواد روحی و لغو حکم اعدام او شد و گفت به کمپین فعالان حقوق بشری ایران پیوسته و کفالت وی را پذیرفته است. هم‌زمان عفو بین‌الملل اعلام کرد که جمهوری اسلامی باید فوراً «محکومیت ناعادلانه» و حکم اعدام عرشیا تک‌دستان، محمدمهدی محمدی‌فرد و جواد روحی را که زیر «شکنجه‌های هولناک (سپاه پاسداران)، از جمله شلاق، شوک الکتریکی، وارونه‌آویزان‌شدن و تهدید به مرگ با اسلحه قرار گرفته» لغو کند. به گفتهٔ این سازمان، روحی در نتیجهٔ شکنجه‌های جسمی و روانی دچار اختلال گفتاری و حرکتی، عوارض گوارشی، بی‌اختیاری ادرار و آسیب‌دیدگی عضلانی شده بود.
یک ماه پس از مرگ روحی چند برگ از دست‌نوشته‌های او در زمان بازداشتش توسط آتنا دائمی در توییتر منتشر شد. خانوادهٔ جواد روحی صحت این دست‌نوشته‌ها را تأیید کرده‌اند. روحی در این نوشته‌ها شکنجه‌های جسمی و روحی خود را از زمان بازداشت در شامگاه ۳۰ شهریور سال ۱۴۰۱ شرح داده و نوشته است که «تا صبح هدف ضرب و شتم و شکنجه با شوکر قرار گرفته است». به گفتهٔ او شدت شکنجه‌ها به حدی بوده که جای عمل جراحی کمرش در سال ۱۴۰۰ زیر مشت و لگد و ضربات شدید باز شده است. روحی در جای دیگری اشاره کرده که بازجوها سه شبانه‌روز به کف پاهایش شلاق و باتوم زده‌اند و بر اثر این ضربات، پای راستش فلج و بی‌حس شده است. او در نوشته‌هایش تأکید کرده که تمامی اعترافاتش دربارهٔ اتهامات آتش زدن قرآن، توهین به مقدسات و تخریب اماکن دولتی زیر شکنجه و از ترس جان بوده و در جایی دیگر نوشته: «با این طرز شکنجه شدید حتی قوی‌ترین و سالم‌ترین آدم‌های اجتماع تن به اعتراف اجباری می‌دهند چه برسد به بنده».

## درگذشت
جواد روحی در بامداد روز پنجشنبه ۹ شهریور ۱۴۰۲ از زندان به بیمارستان شهید بهشتی نوشهر منتقل شد و پس از انتقال به بیمارستان جان باخت. قوه قضاییهٔ ایران دلیل مرگ روحی را اعلام نکرد و به این توضیح کفایت کرد که او پس از آن‌که دچار تشنج شده به بیمارستان منتقل شده و با بی‌نتیجه بودن اقدامات درمانی درگذشته است. ساعتی پیش از اعلام رسمی خبر مرگ روحی، چند فعال حقوق بشر ضمن اعلام جان باختن او در شبکه‌های اجتماعی، مقام‌های قضایی و امنیتی ایران را به کشتن او متهم کرده بودند.
براساس گزارش خبرگزاری میزان روحی روز چهارشنبه ۸ شهریور ساعت ۱۷:۳۰ به بهداری زندان مراجعه کرده و داروی دیکلوفناک و سرماخوردگی برایش تجویز شده است. او بار دیگر ساعت ۲۰:۰۰ همان روز به بهداری زندان مراجعه کرده و پس از ۱۵ دقیقه اکسیژن‌درمانی به بند بازگردانده شده است. به گفتهٔ هم‌بندی‌های روحی «او زمانی که به بند بازگردانده شد حالش اصلاً خوب نبود. باید حتماً به بیمارستان فرستاده می‌شد. اما هربار به بهداری زندان رفت او را به بند برگرداندند. توجهی به وضعیتش نکردند تا وقتی که کار از کار گذشت». در ادامهٔ گزارش میزان آمده است جواد روحی پس از آن‌که در ساعت ۳:۳۰ بامداد پنج‌شنبه ۹ شهریور دچار تشنج شد به بیمارستان بهشتی نوشهر منتقل شد.
نظریه پزشکی قانونی در مورد مرگ جواد روحی، «تداخلات دارویی با اشاره به تزریقات مکرر دارو توسط بهیار در بهداری زندان ساعاتی پیش از مرگ وی» اعلام شد. وکیل جواد روحی درپی وصول نظریه پزشکی دربارهٔ علت فوت موکلش در زندان، پرونده‌ای علیه رئیس و بهیار زندان نوشهر به اتهام «قتل نفس» تشکیل و به دادسرا ارجاع داد.
پیکر جواد روحی شامگاه ۹ شهریور در روستای کلیکان آمل به خاک سپرده شد.

## درخواست دیده‌بان حقوق بشر
دیده‌بان حقوق بشر، خواهانِ دخالتِ کمیته حقیقت‌یاب سازمان ملل در مرگ مشکوک جواد روحی شد. سازمان دیده‌بان حقوق بشر طی بیانیه‌ای اعلام کرد که جواد روحی، به شدت تحت شکنجه بوده و به همین دلیل خواهان دخالت کمیته حقیقت‌یاب سازمان ملل در پرونده مرگ مشکوک او شد. این سازمان مستقل حقوق بشری از قول یک منبع آگاه گزارش کرده که جواد روحی در مدت بازداشت از سوی اطلاعات سپاه شهرستان ساری تحت شدیدترین شکنجه‌ها بوده است، از جمله اینکه به مدت ۴۰ روز او را در سلول انفرادی نگه داشته و به خانواده‌اش اطلاع نداده‌اند. او در طول بازداشت، مدت‌ها در «دمای زیر صفر» نگه داشته شده است.